# Бластула
Бластулата (от гръцки: βλαστός (бластос) – „пониквам“) е кухо сферично образувание от клетки, формирано по време на ранния етап от ембрионалното развитие при животните. Бластулата се получава, когато зиготата претърпява процес на неколкократно бързо клетъчно делене, известен като дробене. Бластулата се предшества от морула, а с развитието на ембриона се превръща в гаструла.

## Образуване на бластула
В началото на сегментацията на новообразуваната зигота ембрионалните клетки комуникират помежду си, освен механично и чрез цепковидни контакти (nexus или gap junctions). През тези междуклетъчни цепки преминават йони и малки молекули, а често се транспортират и сигнални вещества, за които се предполага, че по-късно координират поведението на клетките. В периферията на сегментиращия ембрион се формират силни и плътни връзки между бластомерите, които на практика изолират вътрешността на ембриона от външната среда. Около 16-клетъчния стадий цепковидните контакти се уголемяват и навлизат дълбоко навътре в анималната половина на ембриона (тази от която произлиза главата), като така постепенно образуват първична кухина наречена бластоцел. В резултат на механизъм, чрез който Na+ се изпомпват през клетъчната мембрана в междуклетъчното пространство от където попадат във вътрешността на зародиша, осмотичното налягане се променя и в бластоцела навлиза вода.
Смята се, че функцията на бластоцела е да осигури пространство за придвижване на клетките при гаструлацията и да „държи на разстояние“ срещуположните клетъчни популации. Външните клетки на зародиша се подреждат в слой (подобно на епител) и на този етап ембриона се нарича бластула (при висшите бозайници стадият се означава като бластоцист).
През първите 12 деления бластомерите се делят синхронно, като за седем часа образуват 4096 (212) броя клетки. Но тъй като сегментацията е асиметрична (пълна и неравномерна), ниско разположените вегетативни клетки са по-едри и по-малко на брой. След приблизително дванадесетия цикъл клетъчното деление се забавя, става асинхронно и различните бластомери започват да се делят с различна скорост. По това време започва усилено да се транскрибира собственият геном на ембриона. Тази промяната се означава като „преходна бластула“ и се свързва с изчерпването на някои запасни продукти с майчин произход, които са използвани за свързване с новосинтезираната ДНК.
Клетките ограждащи бластоцела го „тапицират“ с извънклетъчен слой от гликопротеини. Бластулата обикновено не надминава по големина зиготата, тъй като с увеличаване броя на бластомерите размерите им намаляват.

## Разлики при бластулацията
При гръбначните животни бластулата се състои от един слой клетки – бластомери, известни като бластодерма, която заобикаля вътрешна централна кухина – бластоцел.
При висшите бозайниците, бластулацията води до формирането на бластоцист, вместо на бластула. Бластоцистът се състои от ембриобласт (вътрешна клетъчна маса ВКМ) – образуваща впоследствие частите на плода и трофобласт – участващ във формирането на извънембрионални тъкани, и изграждащ част от плацентата.